# Amaterasu

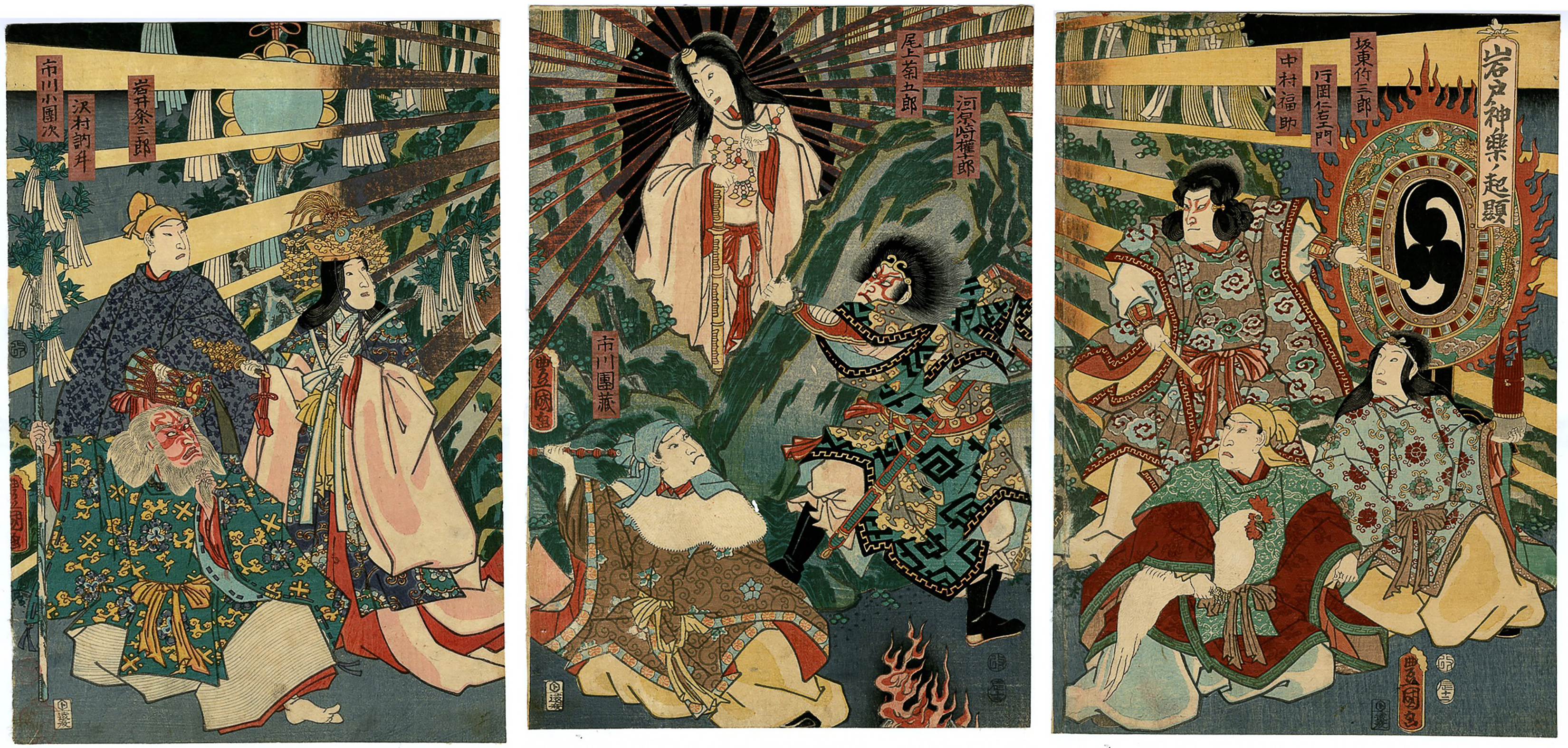
Amaterasu verschijnt uit de grot. Gekleurde houtsnede door Utagawa Kunisada (1786-1865). Rechts op de voorgrond houdt een van de goden een witte haan vast.

Amaterasu (Japans: 天照) is in de Japanse mythologie de godin van de zon. Haar volledige naam is Amaterasu-ō-mi-kami (Japans: 天照大神) hetgeen betekent: glorieuze godin die in de hemelen schijnt of doorluchtige die de hemelen doet schijnen. Zij wordt als een directe voorouder van de Japanse keizerlijke familie beschouwd. Tot 1945 werd zij als stammoeder vereerd; de spiegel waarmee ze wordt afgebeeld, is het embleem van het Japanse keizerlijk huis.
Haar kleinzoon heet Ninigi of Honinigi.

## Eigenschappen
Amaterasu is bekend als vrouwelijk, maar de schriftelijke bron voor de Japanse mythologie, de Kojiki, geeft weinig uitsluitsel over haar sekse. Het vroege Japans kende namelijk geen woorden als "hij" of "zij". Sommige latere boeken beschrijven Amaterasu als mannelijk.
Aan Amaterasu wordt de uitvinding van de rijst- en graanteelt toegeschreven, evenals de zijdeteelt en de uitvinding van het weefgetouw. Het belangrijkste heiligdom staat in Ise, op het eiland Honshu. Er komen jaarlijks miljoenen pelgrims. Deze tempel wordt elke twintig jaar afgebroken en weer opgebouwd. In de tempel wordt Amaterasu voorgesteld met een spiegel. De tempel is niet voor het publiek toegankelijk.
De dag van Amaterasu wordt elk jaar op 17 juli gevierd met processies door het gehele land. Ook zijn er feesten op 21 december, midwinter.
Amaterasu en haar helpsters weefden de gewaden voor goden en priesteressen die plechtigheden voor Amaterasu verrichten. Een andere lezing vertelt dat zij het weefsel van het heelal weefden, maar dit bleef onvoltooid.
Amaterasu is de godin van de vruchtbaarheid en het rode teken op de Japanse vlag is in eer van haar.  Ook wordt zij vaak afgebeeld als een witte wolf met rode tekens op haar hoofd en lijf.

## De geboorte van de zon
Amaterasu werd, terwijl oergod Izanagi zich aan het reinigen was na een bezoek aan de onderwereld, geboren uit zijn linkeroog. Amaterasu werd de heerseres van de Hoge Hemelse Vlakten, de "Takamagahara", en zij kreeg het heilige kralensnoer van Izanagi. Haar belangrijkste broers zijn de god van de maan, Tsukuyomi, voortgekomen uit het rechteroog en de stormgod Susanoo, die uit de neus van Izanagi ontstond.
Susanoo was echter jaloers op de status van zijn zuster en kwam in opstand. Hij wilde bij zijn moeder, Izanami, in Yomi gaan wonen en weigerde over de wateren te heersen. Izanagi verstootte Susanoo hierom. Susanoo wilde daarna nog afscheid nemen van zijn zus, die zich, omdat ze bang was dat haar broer haar domein wilde innemen,  met een boog en twee kokers vol pijlen verschanste.

## Het verdwijnen van de zon
Zoals veel mythologieën kent ook de Japanse mythologie de legende dat de zon op een dag verdween. De legende lijkt gebaseerd op de zonsverduistering, een verschijnsel dat op de primitieve mens een overweldigende indruk gemaakt moet hebben. Het kan ook verwijzen naar de winterevening wanneer de dagen het kortst zijn. De erotische dans die in het verhaal wordt opgevoerd is waarschijnlijk een restant van oude vruchtbaarheidsriten, die de groei en bloei door het licht van de zon weer op moesten wekken.
De broer van Amaterasu, Susanoo, daagde zijn zuster voor zijn vertrek uit voor een wedstrijd. Hij wilde bewijzen dat hij de machtigste was. Wie de meeste nakomelingen kon voortbrengen was de winnaar. Amaterasu kon het zwaard van haar broer in drie stukken breken en er verscheen een nevel uit haar mond, waarop drie godinnen verschenen.
Susanoo pakte de vruchtbaarheidskralen die Amaterasu om armen en haren droeg, hij kauwde ze fijn en schiep op deze manier vijf mannelijke goden.
Omdat de drie goden uit het zwaard van Susanoo voortkwamen werden zij als zijn schepselen gezien maar dat betekende dat de vijf goden die uit de parels ontstonden aan Amaterasu werden toegerekend. Zij was dus de winnaar.
Susanoo negeerde de uitslag van de wedstrijd en richtte in zijn woede schade aan op de aarde, waarbij hij niet alleen de rijstvelden van zijn zuster vernielde maar ook haar tuin en tempels. Hij vilde een pony en wierp het karkas door het dak van de heilige weefzaal. Daarmee verbrak hij een belangrijk taboe want de pony was een heilig dier dat aan de zonnegodin was gewijd. Wakahiru-Me, de jongere zuster van Amaterasu, zat in de weefzaal toen dit gebeurde. Een metgezel van Amaterasu stierf van angst en zijzelf vluchtte en verstopte zich daarop in een grot. Nu de godin van het licht zich had verborgen werd de wereld in duisternis gedompeld. De andere goden konden haar niet verleiden om weer naar buiten te komen.
De godin van de dageraad en de lach, Ame-no-Uzume had een idee. Zij hing een spiegel vlak bij de ingang van de grot aan een boom en riep de andere goden bij elkaar. Ze haalden de haan die de dageraad aankondigt maar het kraaien kon Amaterasu niet naar buiten lokken. Ama-no-Uzume voerde vervolgens op een omgekeerde rijstton een sacrale erotische dans uit. Dat maakte de andere goden erg opgewonden en zij gingen lachen. Door het geluid van de voeten op de ton en het gelach van de goden werd Amaterasu nieuwsgierig en zij keek door een kier naar buiten. Men zei tegen haar dat de goden blij waren om te mogen kijken naar iemand die nog mooier was dan zijzelf. Toen ze dat met eigen ogen wilde zien, hield een van de goden haar de spiegel voor, zodat ze haar eigen spiegelbeeld zag. Daarvan schrok ze zo dat de andere goden haar uit de grot konden trekken. Zij nam op aandringen van de goden haar plaats aan de hemelen weer in. De aarde werd weer verlicht door de zon.
Susanoo werd door de goden voor straf verbannen naar het land der stervelingen.

## De afstamming van de keizer
Later zond Amaterasu haar kleinzoon Ninigi no Mikoto naar Japan om vrede te stichten. Zijn achterkleinzoon werd de eerste keizer van Japan, Jimmu. Sinds de Tweede Wereldoorlog is de Japanse keizer echter officieel geen godheid meer.

## Verering
Er is een schrijn opgedragen aan Amaterasu, de Ise Jingu (伊勢神宮). Dit is het belangrijkste shinto heiligdom in Japan en situeert zich in Ise in de Mie prefectuur.
Een andere schrijn toegewezen aan Amaterasu ligt in Takachiho, in de Miyazaki prefectuur. De schrijn, Amanoiwato-jinja, werd vernoemd naar de grot waar Amaterasu zich terug trok na haar gevecht met Susanoo. De tempel bevindt zich boven de kloof waar deze grot zich in zou bevinden.
De dag waarop Amaterasu vereerd wordt, is 17 juli. Er worden dan over heel Japan processies gehouden op om de zonnegodin te vereren.

## Amaterasu in de literatuur
Na zijn reis naar Japan in 1920 schreef Louis Couperus een verhaal over een priesteres die de tempelschat opent en een blik in de spiegel werpt. Daarin ziet zij Amaterasu en de schepping. De aanblik doodt haar.

## Amaterasu in populaire media
In populaire Japanse cultuur verschijnt de naam of mythologie rond Amaterasu ook vaak.
Hieronder enkele voorbeelden:
- In het computerspel Okami voor de PlayStation 2 en Wii is het hoofdpersonage Amaterasu, die de vorm van een witte wolf aanneemt.
- Ze komt in deze vorm ook voor in het spel Marvel vs. Capcom 3 voor de PlayStation 3 en Xbox 360.
- Een vrouw met de naam Amaterasu komt voor in het spel Smite.
- In het computerspel Shin Megami Tensei: Persona 4, is Amaterasu de naam van de geüpgradede Persona van Yukiko Amagi, een van de hoofdpersonage's.
- In de Yu-Gi-Oh! TCG is er een archetype genaamd 'Bujin.' Er zijn o.a. kaarten van Amaterasu, een gecorrupteerde Amaterasu, Susanoo, Tsukuyomi, enz.
- In de Cardfight!! Vanguard TCG werd er een duo van kaarten vernoemd naar de godin en in de Cardfight!! Vanguard anime is er een personage genaamd CEO Amaterasu.
- In de manga Naruto  (waar ook een anime adaptatie, computerspellen, enz. van bestaan) heeft de Uchiha-clan een techniek, vernoemd naar de godin, zijnde 'Amaterasu,' van zwart vuur dat niet dooft tot het doel verwoest is.
- In de mangaserie One Piece komt een personage voor die met een techniek genaamd Amaterasu, zijn tegenstanders verblindt.

## Amaterasu in de astrofysica
Het Telescope Array (TA) experiment in Utah (USA) ontdekte op 27 mei 2021 met 23 van zijn 507 gronddetectoren het op twee na meest energetische subatomaire deeltje tot dan toe, met een energie van 2,4 x 10^20 eV (240 exa-elektronvolt), dat de aardse atmosfeer kon binnendringen. (Het meest energetische deeltje was het "Oh My God!"-deeltje, dat in 1991 werd gezien.) Het deeltje, dat de naam Amaterasu-deeltje kreeg, leek afkomstig te zijn uit een gebied aan de rand van onze Melkweg, genaamd de 'Local Void', en is sindsdien, wegens zijn onduidelijke herkomst, onderwerp van uitgebreid onderzoek in de hoge-energie-astrofysica.